# كافرون سان مارتن
كافرون سان مارتن (بالفرنسية: Cavron-Saint-Martin)‏ هي بلدية تقع في إقليم باد كاليه من منطقة نور با دو كاليه في شمال فرنسا. تبلغ مساحة هذه المدينة 11.86 (كم²)، وترتفع عن سطح البحر 30 م، يبلغ عدد سكانها 485 نسمة حسب إحصاء المعهد الوطني للإحصاء والدراسات الاقتصادية سنة 2009 م. وترأس البلدية خلال فترة (2008-2014).